# Чотири пори життя
«Чотири пори життя»[ISBN відсутній] — психологічно-філософський роман української письменниці Марії Матіос, написаний у 1995 році та виданий у 2009 видавництвом «Піраміда».
Роман «Чотири пори життя» складається з чотирьох розділів, яким відповідають чотири життєвих етапи: ранок, день, вечір і ніч.

## Лейтмотив
Упродовж усього життя людину поборюють пристрасті. Та надходить мить — і чуттєва людина навіть у пристрасті стає філософом.

## Короткий зміст
Досліджуючи життя, головна героїня виводить свою формулу пріоритетів («Справедливість — це ти коло мене, твоє світло, яке світліше за всіх президентів і за всі розпусні принади мого регламентованого буття») та чеснот («Правди нема. Правда — це дуже бридка реальність. Все решта — ілюзії»). Водночас вона зводить нанівець увесь аналіз, роздумуючи, як «безглуздо — намагатися прозирнути на себе сьогоднішніх з учорашнього».
Тут людно, але холодно, пише одинока жінка, для якої ще «деякі обличчя давали певні сподівання, та очі… зоднаковілі безколірні очі душили порухи чогось далекого і забутого… можливо, колись воно називалося навіть пристрастю». А чоловік розпачливо-іронічно промовляє: «Я мав добросердечну дружину. А тепер я думаю про неї, як про лікарку зі швидкої допомоги, в якої помер чоловік через те, що „швидка“ приїхала запізно».
Так завершується «День життя» (перший розділ роману) й настає усвідомлення того, що «Життя коротке, щоб сказати „ні“…» (наступний розділ). Тепер чоловік уже не викликає нестримну бурю емоцій, лише його голос завжди змушує її шукати валеріану. «Наші розмови нагадували кориду. Щоразу мені важко було збагнути, хто з них нападає, а хто захищається, і яка роль у цьому відводилася мені. … Так, саме так: ми йшли одне на одного, а не одне до одного», — сповідується одинока серед натовпу знайомих і друзів жінка.
Серед порожніх стін у свідомості клубляться безліч думок-зміїв: «Хм… „Ти — не один“, — день у день, як папуга, повторює чергову дурницю популярний канал і, мабуть, не помиляється. Він не один!» А тим часом чоловік, який змушував носити валеріану замість обручки, і який тривалий час був допінгом, тепер дедалі частіше ставав депресивними пігулками в її самотніх, одноманітних днях. Якби справді можна було чимось зафіксувати стан нервів, пише головна героїня, то її видалися б зітлілими і спорохнілими, як довго злежані в землі речі.
«Я — хакер жіночої психології. Я спочатку шукаю помилки у програмі, потім обдумую шляхи проникнення в неї, а далі — перепрограмовую жінку на свій лад», — веселим голосом говорить той, кого вона безмежно любить, той, хто на п'ять років старший за її сина… Наче шукаючи собі виправдання, вона пише: «Хіба може жінка думати, коли вона почуває себе гарячою глиною в руках скульптора? … Подекуди я його розумію. Але ще більше люблю. А коли чую, що люблю, тоді не розумію нічого». Адже тоді для неї «все решта — дрібниці. І нехай болить голова в дятла, що в магазині черствий хліб, а у твого начальника — черстве серце…»
Однак вона зовсім не кається, адже «перед ким ще більше каятися, ніж перед холодною нічною подушкою, чи он перед тим глухим настінним дзеркалом, яке як не збреше, то покаже правду точніше, ніж годинник час у Гринвічі?» Тепер вона знає напевно: «Те, що маю я, — то не любов. Безумство. І завтра я вирішила його зректися… от, дурепа, нібито безумство піддається волі».
Так, у нестерпному чеканні, минає ще одна ніч (чи, може, тиждень, місяць, рік, вік?), і жіноча голова в короні посивілого волосся входить «По праву сторону твоєї слави…» (останній розділ роману). Минуло все, лиш «удосвіта дзеркало таки підтверджує, що обличчя жінки — це фотографія її минулої ночі».
Він вивів її на грань нібито самої себе — і тепер вона боїться ступити крок, щоб не вбитися без нього. Саме так вона помирає… Її «буття в небутті» не менш парадоксальне, ніж за життя: «В житті так багато можна, що після смерті, очевидно, можна лише те, що можна. А може, навпаки?»
Навіть тут вона, раба Божа Марія, виводить свою формулу кохання: «Любов — це найбільший егоїзм з усіх, що є на світі. Лише любов тримає життя і дає йому дихання. Любов — це вісь, навколо неї обертається все-все на світі. Одноразовість — ось що рухає нами, поки ми можемо думати». Думати й любити, любити й божеволіти…"